# Ioannis Tamouridis

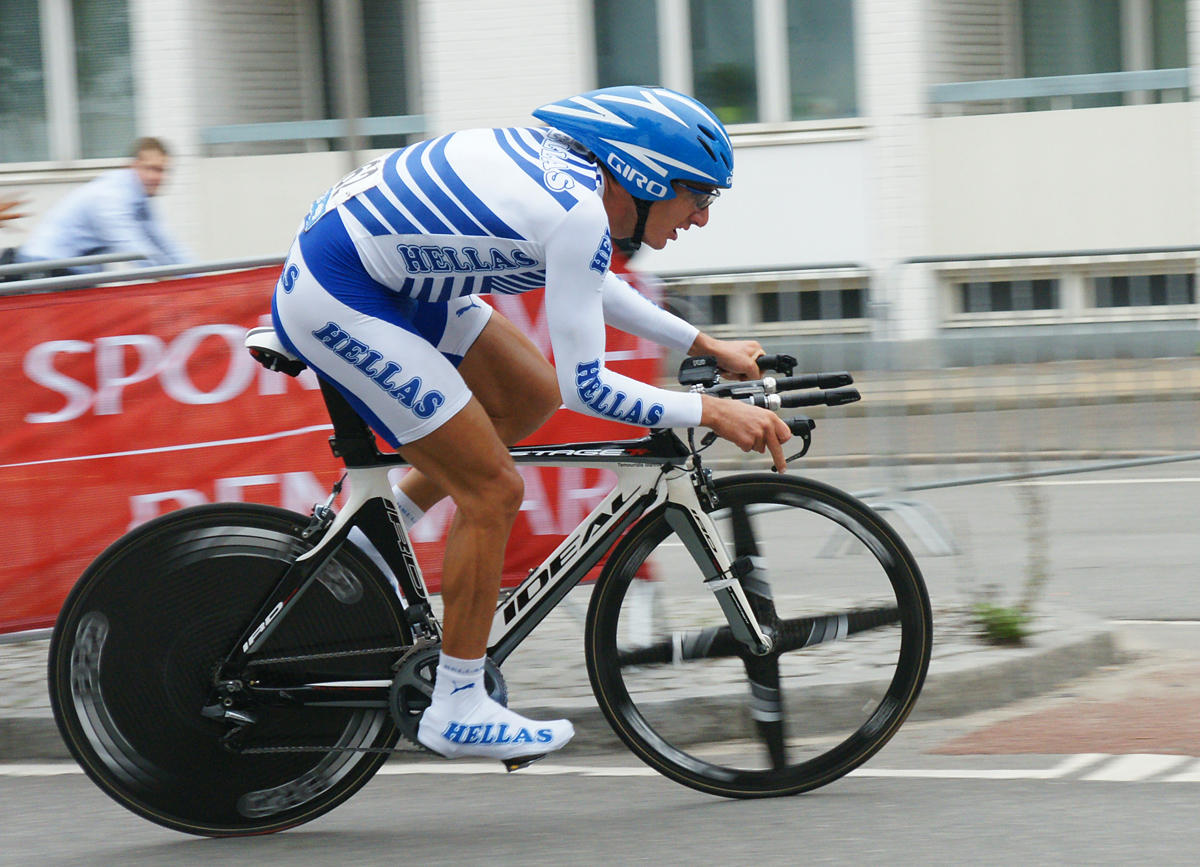
Ioannis Tamouridis im UCI-Straßen-Weltmeisterschaften 2011 in Kopenhagen

Ioannis Tamouridis (griechisch Γιάννης Ταμουρίδης, * 3. Juni 1980 in Thessaloniki) ist ein griechischer Bahn- und Straßenradrennfahrer.

## Karriere
Ioannis Tamouridis ist vielfacher griechischer Meister im Punktefahren, in der Einerverfolgung, im Scratch, im Straßenrennen und im Einzelzeitfahren.
Auf internationaler Ebene war er sowohl auf der Bahn, wie auch auf der Straße erfolgreich:
Bei der U23-Bahnradeuropameisterschaft 2002 gewann er die Silbermedaille im Punktefahren. Bei den Weltmeisterschaften 2005 gewann er ebenfalls die Silbermedaille im Punktefahren und 2006 die Bronzemedaille im Scratch. Bei der dritten Runde des Bahnrad-Weltcups 2009/10 in Cali gewann er das Punktefahren.
Auf der Straße erhielt Tamouridis 2009 seinen ersten Vertrag bei einem internationalen Radsportteam, dem griechischen Continental Team SP. Tableware-Gatsoulis Bikes. Er gewann Tagesabschnitte internationaler Etappenrennen, insbesondere 2012 drei Etappen der Rumänien-Rundfahrt. Ebenfalls 2012 gewann er das algerische Eintagesrennen Circuit d’Alger. 2013 fuhr er für ein Jahr beim baskischen ProTeam Euskaltel Euskadi und bestritt den Giro d’Italia, den er auf Rang 152 beendete.

## Erfolge
| 1997 - Griechischer Meister – Einerverfolgung (Junioren) - Griechischer Meister – Punktefahren (Junioren) 1998 - Griechischer Meister – Punktefahren (Junioren) 1999 - Griechischer Meister – Einerverfolgung - Griechischer Meister – Punktefahren 2002 - U23-Europameisterschaften – Punktefahren 2005 - Griechischer Meister – Punktefahren - Griechischer Meister – Einerverfolgung - Weltmeisterschaften – Punktefahren 2006 - Griechischer Meister – Einerverfolgung - Griechischer Meister – Punktefahren - Griechischer Meister – Scratch - Weltmeisterschaften – Scratch 2007 - Griechischer Meister – Scratch - Griechischer Meister – Einerverfolgung - Griechischer Meister – Punktefahren 2009 - Weltcup Cali – Punktefahren 2011 - Griechischer Meister – Punktefahren - Griechischer Meister – Omnium 2012 - Griechischer Meister – Einerverfolgung - Griechischer Meister – Punktefahren - Griechischer Meister – Scratch | 1997 - Griechischer Zeitfahrmeister (Junioren) - Griechischer Straßenmeister (Junioren) 1998 - Griechischer Zeitfahrmeister (Junioren) - Griechischer Straßenmeister (Junioren) 2000 - Griechischer Zeitfahrmeister 2001 - Griechischer Zeitfahrmeister (U23) 2002 - Prolog Tour of Greece - Griechischer Zeitfahrmeister (U23) - Griechischer Straßenmeister (U23) 2003 - Griechischer Zeitfahrmeister 2005 - Griechischer Zeitfahrmeister 2006 - Griechischer Straßenmeister 2009 - Prolog und eine Etappe Romanian Cycling Tour - Griechischer Zeitfahrmeister 2010 - Griechischer Zeitfahrmeister - Griechischer Straßenmeister 2011 - eine Etappe Jelajah Malaysia - eine Etappe Griechenland-Rundfahrt - zwei Etappen Rumänien-Rundfahrt - Griechischer Zeitfahrmeister - Griechischer Straßenmeister - eine Etappe Tour of Szeklerland 2012 - Circuit d’Alger - drei Etappen Rumänien-Rundfahrt - Griechischer Zeitfahrmeister - eine Etappe Tour of Szeklerland 1 Ioannis Tamouridis wurde zusammen mit Andrei Nechita zum Sieger der Etappe erklärt. 2013 - Griechischer Zeitfahrmeister - Griechischer Straßenmeister 2014 - eine Etappe Tour de Taiwan 2015 - Griechischer Zeitfahrmeister 2016 - Griechischer Zeitfahrmeister - Griechischer Straßenmeister |

## Teams
- 2009 SP. Tableware-Gatsoulis Bikes
- 2010 SP Tableware
- 2011 SP Tableware
- 2012 SP Tableware Cycling Team
- 2013 Euskaltel Euskadi
- 2014 SP Tableware
- 2015 Synergy Baku Cycling Project
- 2016 Synergy Baku Cycling Project